# Bogusław IX
Bogusław IX (ur. najp. 1405, zm. 7 grudnia 1446) – książę stargardzki i słupski z dynastii Gryfitów. Syn księcia stargardzkiego Bogusława VIII i księżniczki holsztyńskiej Zofii. Rezydował w Stargardzie. 

## Życie i panowanie
Bogusław IX wstąpił na tron w 1418, jednakże nie był jeszcze w wieku pozwalającym na samodzielne rządy, dlatego do 1426 regencję w jego imieniu sprawowała matka. 
W latach 1416–1417 był przygotowywany do przejęcia władzy królewskiej w Szwecji i Danii po Eryku Pomorskim, królu Szwecji i Danii, który powoływał się na umowę państw unii kalmarskiej z 1397. Opór możnych, jaki został wywołany w obu państwach w 1436 i 1438 przeciwko obsadzeniu tronu, na którym miał zasiąść Bogusław spowodował w konsekwencji detronizację Eryka (Dania, Szwecja w 1439 i Norwegia w 1442). Bogusław także był przygotowywany do przejęcia władzy w Koronie Królestwa Polskiego, o ile Władysław Jagiełło, król Polski i jego małżonka Jadwiga nie będą mieli męskiego potomka. Jednak i te plany rozwiały się, kiedy narodził się Władysław Warneńczyk w 1424, z czwartego związku małżeńskiego Jagiełły z Zofią Holszańską. 
W 1432 potajemnie zawarł układ antykrzyżacki z Polską, przypieczętowany ślubem z Marią, córką księcia mazowieckiego Siemowita IV na wiosnę 1433. W czerwcu 1433 przyłączył się do wojny polsko-krzyżackiej. Stanął po stronie polskiej, wraz z oddziałem husyckich sierotek pod dowództwem Jana Čapka z Sán i wojskami Sędziwoja z Ostroroga, wojewody poznańskiego. Wyprawa polsko-czesko-pomorska przeszła na Pomorze Gdańskie, po drodze zdobywając Wałcz i oblegając Drahim, następnie przez 6 tygodni bezskutecznie oblegała Chojnice. Tam połączyły się z nią główne siły polskie kasztelana krakowskiego Mikołaja z Michałowa. Polacy i Czesi posuwali się dalej na północ przez Świecie nad Wisłą, Tczew do Gdańska, a następnie koło Oliwy na początku września dotarli do Morza Bałtyckiego. Wracając na południe przez Starogard, połączone siły zajęły nadgraniczny zamek w Jasińcu, gdzie 13 września 1433 zawarty został rozejm z Krzyżakami. Książę pomorski zasłużył się w zdobywaniu Choszczna, Dobiegniewa, Strzelec i Myśliborza. 31 grudnia 1435 roku podpisał akt pokoju w Brześciu Kujawskim.
Książę stargardzki i słupski został podwójnie obłożony klątwą kościelną – za przetrzymywanie ziemi kapituły kamieńskiej, przystąpienie do wojny z Zakonem oraz kontakty z czeskimi husytami (zdjęte w 1436) . 
W latach 1434–1436 wiódł spór z biskupem kamieńskim Fryderykiem von Eickstedtem, co skończyło się banicją cesarską. W latach 1443–1445 walczył po stronie nowego biskupa kamieńskiego Jana Wettyna przeciwko Kołobrzegowi.

## Rodzina
Bogusław IX poślubił w 1433 Marię mazowiecką, córkę Siemowita IV mazowieckiego i Aleksandry Olgierdówny. Z żoną miał dwoje lub troje dzieci:
- Zofię (ur. ok. 1434, ok. zm. 24 sierpnia 1497) – żonę Eryka II, księcia wołogoskiego,
- Aleksandrę (ur. ok. 1437, zm. zap. 17 października 1451) – narzeczoną Albrechta III Achillesa, margrabiego, elektora Brandenburgii,
- NN, córkę (ur. ?, zm. przed 30 listopada 1449)[13].

### Genealogia
| Bogusław V ur. w okr. 1317–1318 zm. w okr. 3 II–24 IV 1374 | Bogusław V ur. w okr. 1317–1318 zm. w okr. 3 II–24 IV 1374 |                                                              |                                                              | Adelajda Welf ur. ok. 1341 zm. być może 5 II 1407 | Adelajda Welf ur. ok. 1341 zm. być może 5 II 1407 |  |  | Henryk Żelazny ur. ? zm. ? | Henryk Żelazny ur. ? zm. ? |                                                                |                                                                | Ingeborga ur. ? zm. ? | Ingeborga ur. ? zm. ? |
|                                                            |                                                            |                                                              |                                                              |                                                   |                                                   |  |  |                            |                            |                                                                |                                                                |                       |                       |
|                                                            |                                                            |                                                              |                                                              |                                                   |                                                   |  |  |                            |                            |                                                                |                                                                |                       |                       |
|                                                            |                                                            | Bogusław VIII ur. w okr. 1363–1364 najp. 1368 zm. 11 II 1418 | Bogusław VIII ur. w okr. 1363–1364 najp. 1368 zm. 11 II 1418 |                                                   |                                                   |  |  |                            |                            | Zofia holsztyńska ur. po 1360, najwcz. ok. 1370 zm. 24 IX 1448 | Zofia holsztyńska ur. po 1360, najwcz. ok. 1370 zm. 24 IX 1448 |                       |                       |
|                                                            |                                                            |                                                              |                                                              |                                                   |                                                   |  |  |                            |                            |                                                                |                                                                |                       |                       |
|                                                            |                                                            |                                                              |                                                              |                                                   |                                                   |  |  |                            |                            |                                                                |                                                                |                       |                       |
|                                                            |                                                            |                                                              |                                                              |                                                   |                                                   |  |  |                            |                            |                                                                |                                                                |                       |                       |

|                                       |                                       | Maria mazowiecka ur. najp. w okr. 1412–1415 zm. 18 II 1454 OO po 12–14 V 1433 | Maria mazowiecka ur. najp. w okr. 1412–1415 zm. 18 II 1454 OO po 12–14 V 1433 | Bogusław IX (ur. najp. 1405, zm. 7 XII 1446) | Bogusław IX (ur. najp. 1405, zm. 7 XII 1446) |  |  |  |  |
|                                       |                                       |                                                                               |                                                                               |                                              |                                              |  |  |  |  |
|                                       |                                       |                                                                               |                                                                               |                                              |                                              |  |  |  |  |
|                                       |                                       |                                                                               |                                                                               |                                              |                                              |  |  |  |  |
| NN, córka? ur. ? zm. przed 30 XI 1449 | NN, córka? ur. ? zm. przed 30 XI 1449 | Aleksandra ur. ok. 1437 zm. zap. 17 X 1451                                    | Aleksandra ur. ok. 1437 zm. zap. 17 X 1451                                    | Zofia ur. ok. 1434 zm. ok. 24 VIII 1497      | Zofia ur. ok. 1434 zm. ok. 24 VIII 1497      |  |  |  |  |